# ロバート・M・パーシグ
ロバート・メイナード・パーシグ（Robert Maynard Pirsig [ˈpɜːrsɪɡ]、1928年9月6日 - 2017年4月24日）は、アメリカ合衆国の小説家、哲学者である。1974年の哲学的小説『禅とオートバイ修理技術』で知られる。他に、1991年の"Lila: An Inquiry into Morals"のほか、妻で編集者でもあるウェンディ・パーシグとの共著の"On Quality: An Inquiry Into Excellence: Selected and Unpublished Writings"が2022年に刊行予定である。

## 若年期
1928年9月6日、ミネソタ州ミネアポリスで生まれた。ドイツとスウェーデンの血を引いている。父は法学者のメイナード・パーシグで、1934年からミネソタ大学ロースクールで教鞭をとり、1948年から1955年まで同校の学部長を務め、1970年に退職した。その後、ウィリアム・ミッチェル法科大学で教鞭をとり、1993年に退職した。
パーシグは早熟な子供で、9歳のときに知能指数が170と言われ、ミネアポリスのブレイク・スクールでいくつかの学年を飛び級した。1943年5月、14歳でマーシャル大学付属高校を卒業した。高校では学年誌の編集を担当していた。その後、ミネソタ大学で生化学を専攻した。『禅とオートバイ修理技術』では、自分を模したと思われる主人公を、専門的なキャリアパスではなく、科学そのものに興味を持つ非典型的な学生であると表現している。
大学での勉強の過程で、ある現象に対して複数の原因が考えられることに興味を持ち、科学的な方法における仮説が果たす役割や、その原因となる情報源に注目するようになった。このような問題に夢中になっていたことから、成績が落ち、大学から追放された。
1946年にアメリカ陸軍に入隊し、1948年まで韓国に駐留した。除隊後はワシントン州シアトルで数か月暮らした後、ミネソタ大学に戻り、1950年に学士号を取得した。その後、インドのバナラス・ヒンドゥ大学やシカゴ大学で哲学を学んだ。1958年、ミネソタ大学でジャーナリズムの修士号を取得した。

## キャリア
1958年、モンタナ州ボーズマンにあるモンタナ州立大学の講師に就任し、クリエイティブ・ライティングの課程を2年間教えた。その後、イリノイ大学シカゴ校で教鞭をとった。
パーシグは存命中に2冊の本を刊行した。よく知られているのは1974年の『禅とオートバイ修理技術』で、これは哲学的な「質」の本質を追求したものである。表向きは、1968年に息子のクリスらと一緒にミネアポリスからサンフランシスコまでオートバイで旅をしたときの様子を一人称で語った小説の体をとりつつ、西洋文化の根底にある形而上学を探求している。また、アリストテレスの哲学を、普遍的なものの存在を認める普遍主義者と、ソクラテスとその弟子プラトンが対立したソフィストとの間で続いている論争の一部として解釈するなど、哲学の歴史を簡単にまとめている。パーシグは、「質」に特別な意義と西洋と東洋の世界観の共通点を見出している。
パーシグは、『禅とオートバイ修理技術』を出版してくれる出版社を見つけるのに大変苦労した。121の出版社から断られ、122社目でようやく原稿を受理された。その時のその出版社の社内推薦状には、「この本は信じられないほど素晴らしく、おそらく天才的な作品であり、いずれ古典としての地位を得るだろう」と書かれていた。
ジョージ・スタイナーは書評の中で、パーシグの文章をドストエフスキー、ブロッホ、プルースト、ベルクソンと比較し、「主張自体は妥当である...『白鯨』との類推は新奇である」と述べている。
1974年にグッゲンハイム・フェローを授与され、それを元手に次作の"Lila: An Inquiry into Morals"（1991年）を執筆した。この本でパーシグは、我々の主観的・客観的な現実観に疑問を投げかける、価値に基づく形而上学である「質の形而上学」を展開した。この本では、ヨットの「船長」として、『禅とオートバイ修理技術』の続きを描いている。
パーシグはミネソタ禅瞑想センターの理事を務め、1973年から1975年まで副会長を務めた。

## 私生活
パーシグは、1954年5月10日にナンシー・アン・ジェームズ(Nancy Ann James)と結婚した。2人の間には1956年生まれのクリスと、1958年生まれのセオドア（テッド）の2人の息子がいた。
パーシグは1961年から1963年にかけて精神障害となり、精神病院への入退院を繰り返していた。統合失調症と診断され、電気けいれん療法を何度も受けた。この治療法については、『禅とオートバイ修理技術』の中でも触れている。この時期、ナンシーは離婚を求め、1976年に別居し、1978年に正式に離婚した。1978年12月28日、メイン州トレモントでウェンディ・キンボール(Wendy Kimball)と結婚した。
1979年、『禅とオートバイ修理技術』に登場する当時22歳の息子のクリスが、サンフランシスコ禅センターで強盗に襲われ、刺されて死亡した。パーシグは『禅とオートバイ修理技術』の重版の後書きでこの悲劇を語り、2番目の妻ウェンディが1980年に妊娠した子供を中絶しないことにしたのは、この胎児（後の娘ネル）が、クリスの「人生のパターン」の継続であると信じていたからだと書いている。
パーシグは2017年4月24日に、メイン州サウス・バーウィックの自宅において88歳で死去した。

## 賞と名誉
パーシグは1974年にグッゲンハイム・フェロー（一般ノンフィクション部門）を受賞し、2冊目の本を完成させた。また、1975年にはミネソタ大学が優秀業績賞を授与した。
2012年12月15日、モンタナ州立大学がパーシグに哲学の名誉博士号を授与した。パーシグは1958年から1960年まで、同大学でライティングの講師を務めていた。パーシグは授賞式への参加を見送ったが、その理由は体調不良のためとしている。しかし、『禅とオートバイ修理技術』の中で、パーシグはモンタナ州立大学での生活があまり楽しいものではなかったこと、そのために文章を効果的に教えることや、自分の哲学や文章を発展させることに限界があったことを書いている。
2019年12月、妻ウェンディがスミソニアン協会の国立アメリカ歴史博物館に、1968年の旅行で乗っていた1966年製ホンダ・CB77 スーパーホークなどを寄贈した。寄贈品にはほかに、『禅とオートバイ修理技術』の原稿とサイン入りの初版本、1968年の旅行で着ていたジャケットや旅の記念品、その他パーシグの私物が含まれていた。2020年、スミソニアン協会は、パーシグ家が保有する、パーシグの海への関心やその背景に関する資料を追加取得した。